# Sd Kfz 234
Sd Kfz 234 とは、1943年12月から1945年の間に生産された、ナチス・ドイツの8輪重装甲偵察車系列である。

## 概要
もともとは植民地（即ち熱帯）用重装甲偵察車として、Sd Kfz 231系の後継を目指して1940年8月に計画が開始された。このため水の入手が困難な砂漠地帯での運用を意識して、チェコスロバキアのタトラ社製V12空冷ディーゼルエンジン103型を搭載しているのが特徴である。ビュッシング-NAG社により設計された車体は、前作であるSd Kfz 231系を洗練したような形状で、後方に向けた操縦席があるのも同様だった。
従来の装甲車と異なり、シャーシはそれ単体で独立しているのではなく、モノコック構造の装甲の一部として構成されていたのが特徴であった。
リーフスプリング式独立懸架の8輪駆動で、それぞれステアリングを切れるが、他のドイツ装甲車同様に防弾ではないバルーンタイヤを使っている。当初の計画では、Sd Kfz 231系のように威力偵察用に2cm機関砲を搭載するはずであったが、1942年7月に方針が変更された結果、ある程度の対戦車戦闘能力を持つ5cm対戦車砲を搭載した型が最初に量産された。乗員数は各型ともに4名。しかしそれらが配備されたころには北アフリカ戦役は終了していた。しかしタトラのエンジンは酷暑と同様に酷寒でも効率的な性能を発揮した。234タイプは全部で約2300両が生産された。

## バリエーション

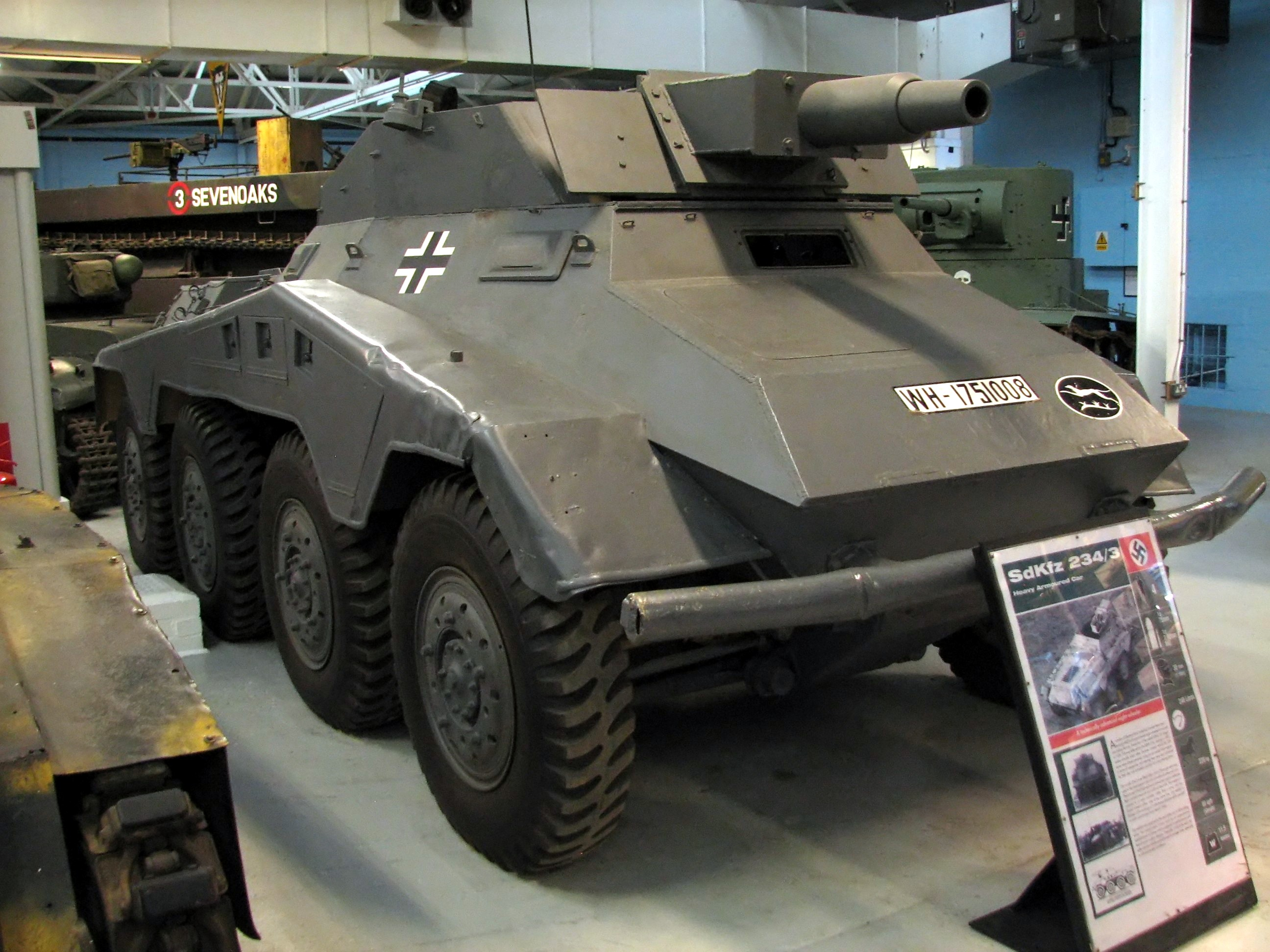
ボービントン戦車博物館に保存されているSd.Kfz.234/3

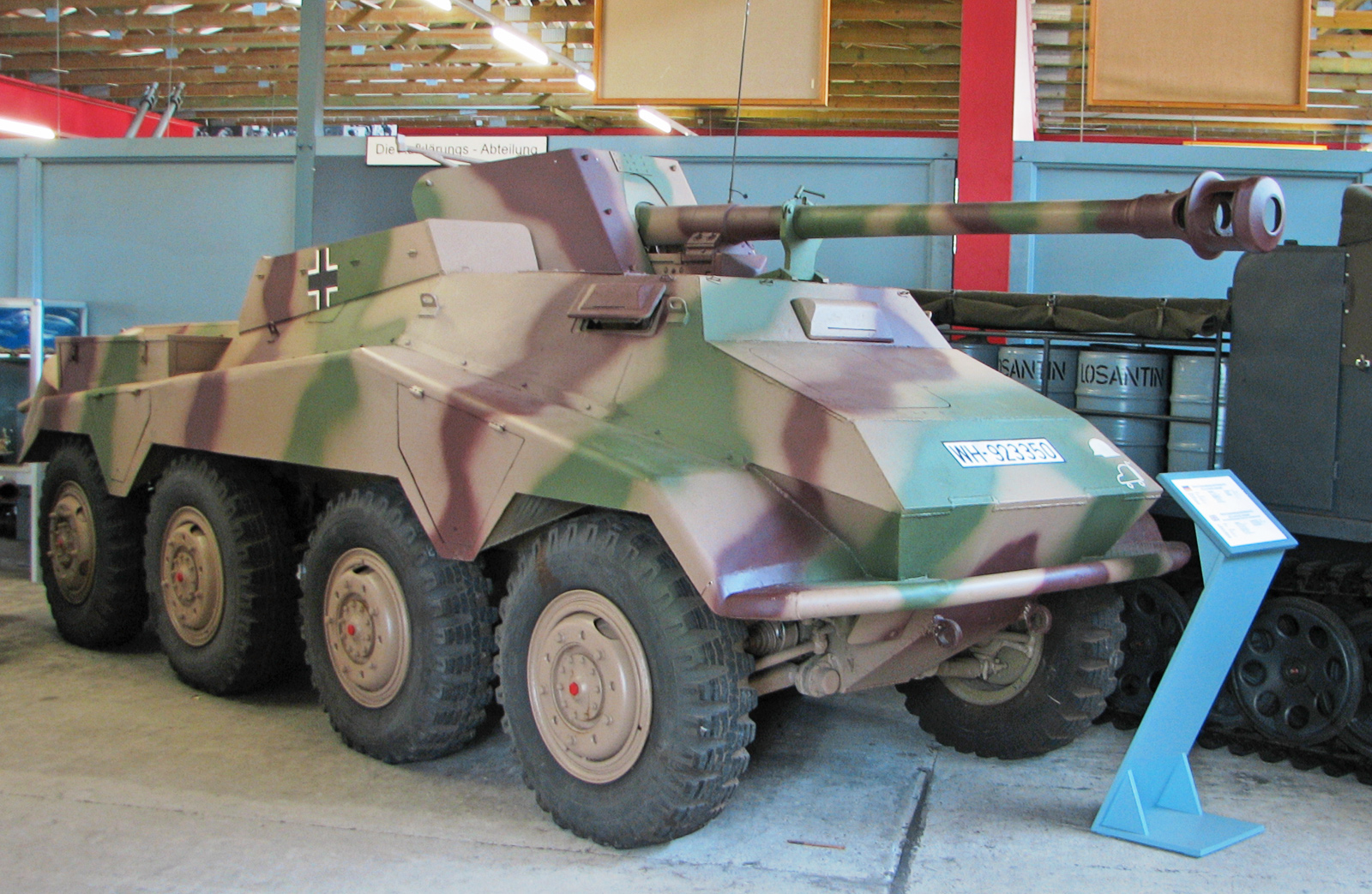
ムンスター戦車博物館に保存されているSd.Kfz.234/4

Sd Kfz 231系と異なり、装備が異なっても同じ234の制式番号が与えられている。
Sd Kfz 234/2
1943年12月よりSd Kfz 234として最初に生産された型式で、派生型の登場により、1944年3月に番号が234/2へ変更された。ラインメタル社製の60口径5cm KwK39/1と同軸の7.92mm MG42機銃を装備したダイムラー・ベンツ社設計による手動旋回式の密閉型砲塔を搭載していた。この砲塔は不採用となった（II号戦車L型の発展型にあたる）レオパルト偵察軽戦車の為に開発されていた物である。
1944年6月までに101輌生産された。書類上の搭載弾薬数は5cm砲弾55発と7.92mm弾2850発、副武装のMP40機関短銃用弾倉6本であった。一つの中隊内に配備された車輌の半数に中距離用FuG12無線機の増設が認められていた。1943年9月~1944年9月までに101両が生産された。
この型は一般にプーマ (Puma：ピューマのドイツ語読み)という愛称で知られるが、公式な物ではない。
Sd Kfz 234/1
生産順としては二番目であるが、当初の計画どおりに2cm機関砲を搭載した型。1945年3月までに約230輌生産された。
Sd Kfz 231及び232の後継車輌で、38(t)偵察戦車やSd Kfz 250/9後期型等と同型のヘンゲラフェッテ38が搭載された。これは2cm KwK38と同軸の7.92mm MG42機銃を揺動式に装備するオープントップの手動全周旋回式砲塔で、俯仰角は-4～+70度で対空射撃も可能であった。搭載弾薬数は2cm砲弾250発（10発入り弾倉25本）と7.92mm弾2500発、そして副武装のMP40用弾倉6本であった。この型では、部隊長等の指揮官用車輌のみにFuG12無線機が増設された。1944年6月~1945年1月までに200両が生産された。
Sd Kfz 234/3

8輪重装甲車の火力支援タイプであるSd Kfz 233の後継車輌。オープントップの車体にSd Kfz 250/8 NeuやSd Kfz 251/9後期型と共通の24口径の7.5cm K51を搭載している。この砲の射界は左右20度ずつ、俯仰角は-5～+16度で、同軸でMG42機銃が装備されていた。搭載弾薬数は7.5cm砲弾50発と7.92mm弾1950発、副武装のMP40用弾倉6本であった。
1944年6月の生産開始から約半年でSd Kfz 234/4に切り替えられたため、生産数は88輌で終了した。
Sd Kfz 234/4

1944年10月28日の会議でヒトラー自身の提案による、ハーフトラックや8輪重装甲車にも長砲身の7.5cm砲を搭載するという案に応え、翌々週には早くも7.5cm PaK40を搭載する型の図面が完成した。1944年12月~1945年3月までに89両が生産された。
軍需省は車格に対し過大な装備であるとして有効性を疑っていたが、ヒトラーの強い要望により量産されることとなった。これによりSd Kfz 234/3用の車体を改修の上流用した対戦車自走砲型として、1944年12月から1945年4月までに約90輌が生産された。
PaK40はオリジナルの砲架と防盾の一部を切断したものが、車体に設置されたL型鋼やC型鋼で作られた台座にボルトで固定され、射界は左右20度ずつ、俯仰角は-5～+12度であった。車内に余裕が無いため、7.5cm砲弾を36発しか搭載できなかった。89両が生産された。
その他
計画には無い非制式な物として、II号戦車L型の密閉型砲塔を搭載した車輌や、砲を撤去したSd Kfz 234/3の車体にSd Kfz 251/17のシュヴェーベラフェッテ(小砲塔型の防盾を装備した2cm KwK38搭載砲架）を設置した車輌が存在した。いずれの例も、損傷により余剰となった車体や武装を活用するために所属部隊が改造した物と考えられている。

## 登場作品

### 漫画
『ワイルド7』
「緑の墓」篇に登場。デモ隊の制圧に出動するが、オヤブンの奇策を受ける。

### ゲーム
『R.U.S.E.』
ドイツの装甲偵察ユニットとして登場。
『War Thunder』
ドイツ陸軍の軽戦車（装甲車）として5cm砲搭載のSd Kfz 234/2が登場。また2cm砲搭載型のSd Kfz 234/1と7.5cm/L24榴弾砲搭載のSd Kfz 234/3と7.5cmPaK40搭載のSd kfz 234/4（砲閉鎖付近の懸架にMG42を搭載）がイベント限定車輛として登場する。またTwitch内のEnlisted関係のイベントでは特別塗装のSd.Kfz234/2がSd.Kfz234/2 TDとして配布された。
『バトルフィールドV』
ドイツ軍の追加装甲車として登場。初期武装は20mm機関砲だが、専門技能で5cm砲と7.5cm榴弾砲に改装する事が可能。
『WWA RTS』
ドイツのユニットとして登場。兵科は装甲車両。名称がSd.Kfz234プーマではなくSd.Kfz234ピューマとなっている。
『Enlisted』
枢軸陣営の装甲車としてSd.Kfz.234/2が登場。